# سلوقس الثالث
سلوقس الثالث (المنقذ) (243 ق.م. - 223 ق.م.) (باليونانية القديمة: Σέλευκος Γ' Σωτὴρ, Σέλευκος Κεραυνός) و هو خامس ملوك الدولة السلوقية و ابن سلوقس الثاني حكم من (225 ق.م. - 223 ق.م.).
حكم لمدة ثلاث سنوات و تم اغتياله على يد افراد جيشه في الاناضول في أثناء حمله ضد اتاليوس الاول ملك برمناغتون و جاء بعده أخوه أنطيوخوس الثالث العظيم.